# F1 Racing Championship
F1 Racing Championship és un videojoc de curses desenvolupat per Ubisoft el 2000. Compta amb els 22 pilots i els 11 equips del Campionat del Món de 1999 de Formula 1, així com les 16 pistes (incloent el nou Circuit de Sepang. El joc presentava uns gràfics excel·lents i un maneig realista. En aquella època, es va enfrontar a una forta competència per part del popular Grand Prix 3 i l'arribada de la sèrie F1 de ISI. Les vendes van estar darrere de les expectatives. Les raons era la pobra intel·ligència artificial i el model de danys i el llançament inicial amb diversos errors. Es va anunciar un pedaç per solucionar els problemes, però mai es va publicar.
La banda sonora apareix "Girl Don't Come" pel grup americanobritànic Garbage; els sons d'àudio del menú principal es van replicar a Racing Simulation 3, que es va publicar un parell d'anys més tard, que de nou no es va vendre bé a causa de problemes de llicència.

## Rebuda
Official UK PlayStation Magazine va dir que la versió de PlayStation era "un joc jugable, recolzat per una presentació descuidada". Al Japó, on la versió de PlayStation 2 va ser portada i publicada per Video System el 26 de juliol de 2001, Famitsu li va donar una puntuació de 25 sobre 40.